# خفاش زرد سبزگون
خفاش زرد سبزگون (نام علمی: Scotophilus viridis) نام یک گونه از سرده خفاش‌های زرد است.